# 沼和田町 (栃木市)
沼和田町（ぬまわだちょう）は、栃木県栃木市の地名。郵便番号は328-0042。

## 地理
栃木地区南部に位置し、東は城内町・大平町北武井、西は境町・大平町牛久、南は大平町横堀、北は河合町と接している。
町内を流れる愛宕用水では、2012年にナガレコウホネが発見され、以後有志による保護活動が行われていた。平成27年9月関東・東北豪雨の復旧工事の過程で、2016年に土砂とともにナガレコウホネが誤って除去されてしまったため、有志が土砂の中からナガレコウホネの根を探し出し、元の自生地に植え戻した。

## 世帯数と人口
2017年（平成29年）8月31日現在の世帯数と人口は以下の通りである。
| 町丁     | 世帯数    | 人口    |
| -------- | --------- | ------- |
| 沼和田町 | 1,374世帯 | 3,079人 |

## 施設
公共
- 栃木駅
- 栃木労働基準監督署

教育
- 栃木県立学悠館高等学校
- 栃木市立南小学校

郵便
- 栃木沼和田郵便局

商業
- JAしもつけグリーンズピア
- とりせん栃木駅南店
- セブンイレブン栃木駅南店
- ファミリーマート栃木沼和田店

## 交通

### 鉄道
JR東日本
■両毛線
- 栃木駅

東武鉄道
■日光線・■宇都宮線
- 栃木駅

### バス
蔵の街観光バス
■蔵の街循環「のらっせ号」
- (27) とりせん駅南店前 - (28) 栃木駅南

### 道路
一般県道
- 栃木県道153号南小林栃木線

## 小・中学校の学区
市立小・中学校に通う場合、学区は以下の通りとなる。
| 番地 | 小学校           | 中学校               |
| ---- | ---------------- | -------------------- |
| 全域 | 栃木市立南小学校 | 栃木市立栃木南中学校 |